# ビクトリアス (テレビドラマ)
『ビクトリアス』（原題：VICTORiOUS）は、アメリカ合衆国のニコロデオンで放送されたシチュエーション・コメディ。

## 概要
番組は2010年3月27日に始まった。2012年8月に本作の制作終了が発表され、2013年2月2日に58話をもって終了した。
2013年6月8日から、スピンオフ作品の『サム&キャット』が放送された。本作のキャットと『iCarly』のサム・パケット（ジェネット・マッカーディ）を主人公とした作品であり、キャット以外の本作キャラクターが再登場するエピソードもある。米国で2014年7月17日（日本2015年7月15日）の放送を以って終了した。
日本では、NHK教育テレビジョン（Eテレ）で2012年10月10日から2014年3月26日にかけて放送された。NHKの吹き替え版も『iCarly』と同じスタジオとスタッフ（翻訳：徐賀世子／演出：杉本理子）で制作。キャット役の清水理沙、ゲスト出演した本名陽子（第19～20回のハーレイ役）など、吹き替え版キャストには過去の出演作で歌唱力を発揮した声優も起用されているが、『iCarly』同様基本的に本編中の歌唱シーンは英語音声＋日本語字幕に切り替わる。

## あらすじ
自身の才能を意識することのなかったごく普通の女子高校生トリーは、ハリウッド芸術高校（以下「ハリウッド・アーツ」）に通う姉のトリーナの代わりにステージで歌い踊って素質を見出され、姉と同じ高校に転入する。芸能界の外見と内情のギャップに戸惑いながら、スターになる夢を叶えるため音楽や演技を同級生のアンドレ、キャット、ベック、ジェイド、ロビー、姉のトリーナたちと共に学ぶ日々が描かれる。
舞台になる高校のSNS「The Slap」が登場し、場面転換にはトリーのツイートが使われる。

## 登場人物

### メインキャラクター
トリー・ベガ (Tori Vega)
演 - ヴィクトリア・ジャスティス、日本語吹替 - 貫地谷しほり
主人公。姉に隠れて目立たなかったが、トリーナの代わりに立ったステージで歌とダンスの才能を見出され、姉と同じ高校に転入する。ミュージシャン志望のアンドレを感動させた歌唱力はトリーナやジェイドも（渋々ではあるが）認めるほど優れている。音楽だけでなく演技にも積極的に挑んでいる。
前向きだが、思い込みが激しい一面や、エビを胸の間に入れられたり、ポケットの中の呼子笛から球を抜かれたことに気付かないといった鈍感な描写もある。第1話から複数の回で科学の研究に没頭する様子が描かれ、卓球が得意。足の指で矢を射るなど、歌以外の特技も明らかにされている。幼い頃得意だった「ハム・ボーン」は王座を賭けた対決で、何年も休んでいたにもかかわらず完勝し、敗れたロビーの敵討ちを果たしている。
自宅でくつろぐ際は眼鏡をかけており、外出時も裸眼ではなくコンタクトレンズ使用とみられる。
アンドレ・ハリス (Andre Harris)
演 - レオン・トーマス3世、日本語吹替 - 奈良徹
強迫性障害の祖母（マリリン・ハリス／声：北條文栄）と暮らす黒人の少年。ステージに立たせ才能を披露させて以来、トリーとは演奏、作曲活動を一緒に行うなど親友となる。非常に速書きながら、名曲と認められる場面も少なくない。積極的に業界人に売り込みをしているが、売り込み目的で有力者の性格の悪い娘と嫌々付き合っていたこともある。
ロビー・シャピロ (Robbie Shapiro)
演 - マット・ベネット / ジェイク・ファロー（レックス）、日本語吹替 - 成瀬誠
はずがしがり屋の少年で、パペットのレックスを連れており、ジョークなどはレックスを通じて腹話術で話している。メカマニアだが、ギターを弾きながら歌うことがある。等身大パネルを持っていたり、失恋した時には歌いかけるなど、キャットへの強い好意がみられる。これは「女子は好意が無くてもキスをする」と実証するためキャットがロビーにキスして以来のことで、異性と付き合い慣れていないロビーは「女子のキスは好意があるから」と勘違いする傾向が読み取れる。キャット以前の片想いの相手はトリーナだった。
第46話で「ハム・ボーンキング」となったが、ジャロルドに勝負を申し込まれミスをし、キングの座を奪われる。トリーの指導のもとジャロルドに再挑戦するが、ジャロルドチームがずるをしたためミスをしてしまう。「シアター・テク（舞台装置操作の実習）」でもそれまで最高成績を誇っていたが、トリーに請われてコーチをしたところ彼女に成績を抜かれ、「ハム・ボーン」同様トップを譲る。
気取って物を壊し、トラブルの元になることが多い。
- 演じるベネットは2013年2月に来日。NHKの取材を受け、日本語版第28回を収録中のスタジオ訪問でロビー役の成瀬を含むキャストとも対面した。

ジェイド・ウェスト (Jade West)
演 - エリザベス・ギリース、日本語吹替 - ちふゆ
ほとんど誰に対しても意地悪な、ベックのガールフレンド。他の女子がベックに接近することを警戒している。そのベックと第3シーズンで喧嘩別れするが、未練は隠しようが無かった。ベック以外のほとんどの男子に対しては言い寄られても拒絶するほどガードが堅かったが、ベックの親友・ムースとはキスシーンを見せている。
特にトリーに対する敵対意識は強く、一度トリーを車で郊外に連れ出し生き埋め（または、殺害）を企んだこともある。トリー主演のミュージカルでも代わって主演するため数々の妨害を行っている。その際、トリーの医療記録を入手分析する緻密さを発揮する。この周到さは、仲間が陥れられた時に報復プランを考え出す場面にも活かされる。
歌唱力だけでなく、短編映画の監督や劇作もこなす才人ぶりも発揮されている。トリーとキャットの物真似も披露している。汗をかかない体質、血を見ると恍惚感を覚えるなど、特異な嗜好も見せている。
誕生日は7月26日 ジェイド役のLiz Gillies（Elizabeth Gillies, エリザベス・ギリース）と同じ。
キャット・バレンタイン (Cat Valentine)
演 - アリアナ・グランデ、日本語吹替 - 清水理沙
天然ボケと感情の起伏が激しいが、感性豊かで歌が大好きな少女。
兄について話題にすることが多い。了解した時に「OK」ではなく「オッケッケー (Kay-kay)」と発し、会話が噛み合わない。採寸せず人の外見から服のサイズを把握する才能も持つ。トリーの元彼と一時期付き合っていた。
買い物中毒の傾向があり、限度いっぱいにクレジットカードを使い果たした挙句、シンジンに甘えるしたたかさも見せる。
音楽プロデューサーのメイソン（チャールズ・ショーネシー／声：大塚芳忠）に与えられたイギリスのお菓子「ビブル」にハマって中毒症状を示す騒動を起こし、販売店から厳重にマークされるようになった模様。
シリーズ末期に両親と兄弟がアイダホに行ったため、叔父と叔母に預けられることになったものの、それを拒否してブラックボックスシアターの天井裏に住みつく。その様子を見かねたジェイドが家族と交渉した結果、祖母ノーナに預けられることになる。その後、旅でロサンゼルスを訪れていたサム・パケット（ジェネット・マッカーディ）をルームメイトに迎え、2人でベビーシッターのビジネスを展開している。
「Mr. Purple」と名付けた紫色のキリンのぬいぐるみをよく携行する。
ベック・オリバー (Beck Oliver)
演 - アヴァン・ジョーギア、日本語吹替 - 福田賢二
トリーの学校の人気者。ガールフレンドのジェイドと反対に誰にでも親切で、美形なので複数の女子に甘えられる様子もしばしば描かれている。第3シーズンでジェイドと喧嘩別れするが、その後も彼女に遠慮してトリーとの仲も深まらない。最終シーズンでは女子の媚びに嫌気がさし、ジェイドと仲直りする。
脅かされても動じない冷静さの持ち主。役者志望でシコウィッツが催した演技合宿では、トリーと共に最後まで残り競い合う。映画を監督したこともある。
トリーナ・ベガ (Trina Vega)
演 - ダニエラ・モネ、日本語吹替 - 半場友恵
おしゃれに余念が無いトリーの姉。コメディと銘打った一人芝居で喝采を浴び、空手の才能も認められた人気者。非常な目立ちたがり屋である。
本人は歌手としても人気を得られると信じているが、実際には踊りも歌も上手ではなく、どんな才能を認められハリウッド・アーツに入学したのか噂されるようになる。
レックス・パワーズ (Rex Powers)
演 - クリストファー・ケイン（パペット）、日本語吹替 - 成瀬誠
ロビーのパペット。パペットと呼ばれることを嫌う。"演じ"るケインは『iCarly』と本作のNG紹介も務めている。結婚歴あり。ヴィクトリア・ジャスティスとノア・マンク（iCarlyのギビー）のファンでインタヴューでも贔屓し、他のキャストに対する態度と全く違う接し方をする。
『サム&キャット』第11回でトリー、アンドレ、ベック、ジェイド、ロビー、シコウィッツが1シーン映った際は、シコウィッツ以外全員後ろ姿だけで顔は映らず、台詞もなかったが、レックスだけが一言喋った。

### ハリウッド・アーツの関係者
アーウィン・シコウィッツ (Erwin Sikowitz)
演 - エリック・ラング、日本語吹替 - 高木渉
ハリウッド・アーツの教師で、ヒッピーのような恰好をしている。英語音声では名前の発音はシコウィッツではなく「サイコウィッツ」で、「サイコ」を含む名前に相応しく奇抜な言動が目立つ。
ココナッツジュースが好物で、ココナッツにストローを挿して直接飲むスタイルが定着しており、トリーは授業中パス出来なかった課題を有利に運ぼうとココナッツを贈ったことがある。変質したココナッツジュースを飲んで酩酊した結果、試験で落とされるはずだった志望者（トリーナ）の入学を許してしまう。
また、生徒たちにおかしな課題を課することが多い。
シンジン (Sinjin Van Cleef)
演 - マイケル・エリック・レイド、日本語吹替 - 粟野志門
ハリウッド・アーツに通うオタク少年で、問題を多く抱えているが、メカの操作を受け持つことが多い。
アレクサンダー
演 - レーン・ナッパー、日本語吹替 - 日向とめ吉
ハリウッド・アーツの生活指導の教師。舐めても無害なハンドローションを持ち歩いている。
ヘレン・デュボワ
演 - イヴェット・ニコール・ブラウン、日本語吹替 - 小宮和枝
トリーをスカウトしたアイクナー校長に代わり、第2シーズンでハリウッド・アーツに配属された新校長。学生全員を再テストする。
ドラマ『ドレイク&ジョシュ』のキャラクターと同一人物。出演後何年も経って1エピソードのみながらカムバックを果たした形で、原題には"BackAgain"が付き再登場をアピールしている。

### メインキャラクターの関係者
デヴィッド・ベガ
演 - ジム・ピーリ
トリーとトリーナの父で、警官をしている。
ホリー・ベガ
演 - ジェニファー・カルタ、日本語吹替 - 慶長佑香
トリーとトリーナの母親。

### ゲスト出演者
- ジェリー・トレイナー（観客役（第6話）、スペンサー・シェイ役（第43話）／声：阪口周平）
- ペレス・ヒルトン（第18話、本人役）
- Ke$ha（第30話、本人役）
- シャーリー・ジョーンズ（第37話、モナ・パターソン役／声：一城みゆ希）
- ジェネット・マッカーディ（第42話、ポニー役／声：小林沙苗）

### 備考
生徒指導教師アレクザンダーを演じるレーン・ナッパーは『Zoey 101』でもヴィクトリア・ジャスティスと共演するなど、ニコロデオン製作ドラマの常連である。『iCarly』にもサムのダンスコーチ役で出演している。姿が映らず影や声だけで登場するベックの父を演じているのは、シリーズクリエイターのダン・シュナイダーで、トリーが使うロッカーの扉の裏に貼られた写真に映っている人物もシュナイダーである。レックスの声を演じるジェイク・ファローも、ニコロデオンドラマを多数手掛ける脚本家／プロデューサーである。

## エピソード一覧

### シーズン一覧
| シーズン | シーズン | エピソード | 米国での放送日               | 米国での放送日               |
| シーズン | シーズン | エピソード | 初回                         | 最終回                       |
| -------- | -------- | ---------- | ---------------------------- | ---------------------------- |
|          | 1        | 19         | 2010年3月27日                | 2011年3月26日                |
|          | 2        | 13         | 2011年4月2日                 | 2011年12月26日               |
|          | 3        | 13         | 2012年1月28日                | 2012年6月30日                |
|          | 4        | 13         | 2012年9月22日                | 2013年2月2日                 |
| トータル | トータル | 58         | 2010年3月27日 – 2013年2月2日 | 2010年3月27日 – 2013年2月2日 |

### シーズン1 （2010年 - 2011年）
| 通算 | 話数 | タイトル                                 | 原題                     | 監督          | 米国放送日     | 視聴者数 (万人) |
| ---- | ---- | ---------------------------------------- | ------------------------ | ------------- | -------------- | --------------- |
| 1    | 1    | 私はトリー・ベガ                         | Pilot                    | Steve Hoefer  | 2010年3月27日  | 570             |
| 2    | 2    | 3回目の不合格                            | The Bird Scene           | Steve Hoefer  | 2010年4月11日  | 350             |
| 3    | 3    | ファイトシーン実習                       | Stage Fighting           | Steve Hoefer  | 2010年4月18日  | 330             |
| 4    | 4    | 世界にひとつの歌                         | The Birthweek Song       | Adam Weissman | 2010年4月25日  | 320             |
| 5    | 5    | 芸術高校のカップル                       | Jade Dumps Beck          | Steve Hoefer  | 2010年5月2日   | 330             |
| 6    | 6    | 主役の大ピンチ!                          | Tori the Zombie          | Russ Reinsel  | 2010年5月10日  | 410             |
| 7    | 7    | ロビーがパパラッチ                       | Robarazzi                | Steve Hoefer  | 2010年6月4日   | 600             |
| 8    | 8    | 汗まみれサバイバル                       | Survival of the Hottest  | Russ Reinsel  | 2010年6月26日  | 380             |
| 9    | 9    | 大空で台本を書こう                       | Wi-Fi in the Sky         | Steve Hoefer  | 2010年8月27日  | 360             |
| 10   | 10   | ひとことの台詞 (セリフ) でも             | Beck's Big Break         | David Kendall | 2010年9月25日  |                 |
| 11   | 11   | 芸術高校の卓球部                         | The Great Ping-Pong Scam | Steve Hoefer  | 2010年10月1日  |                 |
| 12   | 12   | キャットとトリー                         | Cat's New Boyfriend      | Adam Weissman | 2010年10月8日  | 290             |
| 13   | 13   | 芸術高校 (ハリウッド・アーツ) のプライド | Freak the Freak Out      | Steve Hoefer  | 2010年11月26日 | 530             |
| 14   | 14   | さよなら! レックス                       | Rex Dies                 | Russ Reinsel  | 2011年1月8日   | 420             |
| 15   | 15   | じゃあラブソングを                       | The Diddly-Bops          | Steve Hoefer  | 2011年1月17日  | 350             |
| 16   | 16   | あのジェイドの舞台                       | Wok Star                 | Adam Weissman | 2011年1月17日  | 360             |
| 17   | 17   | テレビの世界へ一歩                       | The Wood                 | Matt Penn     | 2011年2月5日   | 440             |
| 18   | 18   | 初めての映画制作                         | A Film By Dale Squires   | Adam Weissman | 2011年3月5日   | 350             |
| 19   | 19   | オールナイト授業                         | Sleepover at Sikowitz's  | Russ Reinsel  | 2011年3月26日  | 410             |

### シーズン2 （2011年）
| 通算 | 話数 | タイトル           | 原題                     | 監督          | 米国放送日     | 視聴者数 (万人) |
| ---- | ---- | ------------------ | ------------------------ | ------------- | -------------- | --------------- |
| 20   | 1    | 歌ってリベンジ!    | Beggin' on Your Knees    | Steve Hoefer  | 2011年4月2日   | 620             |
| 21   | 2    | 映画スタントに挑戦 | Beck Falls for Tori      | Steve Hoefer  | 2011年4月16日  | 390             |
| 22   | 3    | ケシャを呼ぼう!    | Ice Cream for Ke$ha      | Adam Weissman | 2011年4月22日  | 400             |
| 23   | 4    | 主役はどっち!?     | Tori Gets Stuck          | Russ Reinsel  | 2011年5月14日  | 420             |
| 24   | 5    | 大混乱! プロムの夜 | Prom Wrecker             | Adam Weissman | 2011年5月21日  | 360             |
| 25   | 6    | 地球でサイアクの島 | Locked Up!               | Steve Hoefer  | 2011年7月30日  | 520             |
| 26   | 7    | 校長先生は実力主義 | Helen Back Again         | Russ Reinsel  | 2011年9月10日  | 440             |
| 27   | 8    | トリーナの大災難   | Who Did It to Trina?     | Adam Weissman | 2011年9月17日  | 470             |
| 28   | 9    | 元気出して! 先生   | Tori Tortures Teacher    | Russ Reinsel  | 2011年10月1日  | 380             |
| 29   | 10   | ジェイドに胸キュン | Jade Gets Crushed        | Clayton Boen  | 2011年10月8日  | 340             |
| 30   | 11   | 恐怖のカップケーキ | Terror on Cupcake Street | Steve Hoefer  | 2011年10月15日 | 340             |
| 31   | 12   | みんながサンタ?    | A Christmas Tori         | Steve Hoefer  | 2011年12月3日  | 440             |
| 32   | 13   | NGオンステージ     | Blooptorious             | Russ Reinsel  | 2011年12月26日 |                 |

### シーズン3 （2012年）
| 通算 | 話数 | タイトル                   | 原題                       | 監督          | 米国放送日    | 視聴者数 (万人) |
| ---- | ---- | -------------------------- | -------------------------- | ------------- | ------------- | --------------- |
| 33   | 1    | おしおきクラブ             | The Breakfast Bunch        | Steve Hoefer  | 2012年1月28日 | 390             |
| 34   | 2    | ギリギリ・トリー           | The Gorilla Club           | Steve Hoefer  | 2012年2月4日  | 360             |
| 35   | 3    | カップル炎上!?             | The Worst Couple           | Adam Weissman | 2012年2月11日 | 340             |
| 36   | 4    | 恋のカウントダウン         | Andre's Horrible Girl      | Steve Hoefer  | 2012年2月18日 | 350             |
| 37   | 5    | 車、雨そして火事?          | Car, Rain, and Fire        | Russ Reinsel  | 2012年2月25日 | 370             |
| 38   | 6    | ジェイドが奥さん?          | Tori & Jade's Playdate     | Adam Weissman | 2012年3月3日  | 420             |
| 39   | 7    | おかしな1日                | April Fools Blank          | Russ Reinsel  | 2012年3月24日 |                 |
| 40   | 8    | 学校に連れてって!          | Driving Tori Crazy         | Russ Reinsel  | 2012年4月14日 | 320             |
| 41   | 9    | トリーナの謎               | How Trina Got In           | Russ Reinsel  | 2012年5月5日  | 240             |
| 42   | 10   | トリーがスターに!: パート1 | Tori Goes Platinum: Part 1 | Steve Hoefer  | 2012年5月19日 | 380             |
| 43   | 11   | トリーがスターに!: パート2 | Tori Goes Platinum: Part 2 | Steve Hoefer  | 2012年5月19日 | 380             |
| 44   | 12   | 暴走ポニー                 | Crazy Ponnie               | Clayton Boen  | 2012年6月9日  | 260             |
| 45   | 13   | 金髪 (ブロンド) がお好き?  | The Blonde Squad           | Steve Hoefer  | 2012年6月30日 | 380             |

### シーズン4 （2012年 - 2013年）
| 通算 | 話数 | タイトル                   | 原題                     | 監督          | 米国放送日     | 視聴者数 (万人) |
| ---- | ---- | -------------------------- | ------------------------ | ------------- | -------------- | --------------- |
| 46   | 1    | セールに一番乗り           | Wanko's Warehouse        | Adam Weissman | 2012年9月22日  | 360             |
| 47   | 2    | キングは俺だ!              | The Hambone King         | Russ Reinsel  | 2012年9月29日  | 239             |
| 48   | 3    | 2人はお友達?               | Opposite Date            | Steve Hoefer  | 2012年10月13日 | 365             |
| 49   | 4    | カナダ美男 (ボーイ) に夢中 | Three Girls and a Moose  | David Kendall | 2012年10月20日 | 324             |
| 50   | 5    | ケータイは禁止!!           | Cell Block               | Adam Weissman | 2012年11月24日 | 350             |
| 51   | 6    | トリーの恋人大作戦         | Tori Fixes Beck and Jade | David Kendall | 2012年12月1日  | 284             |
| 52   | 7    | キャットの気持ち           | One Thousand Berry Balls | David Kendall | 2012年12月8日  | 270             |
| 53   | 8    | レックス売ります?          | Robbie Sells Rex         | Adam Weissman | 2012年12月15日 | 355             |
| 54   | 9    | うるさい! アンドレ         | The Bad Roommate         | Steve Hoefer  | 2013年1月5日   | 338             |
| 55   | 10   | 恐怖のクイズ番組           | Brain Squeezers          | Clayton Boen  | 2013年1月12日  | 269             |
| 56   | 11   | みんなサイコー!            | The Slap Fight           | Steve Hoefer  | 2013年1月19日  | 273             |
| 57   | 12   | みんなの笑い者             | Star-Spangled Tori       | Adam Weissman | 2013年1月26日  | 301             |
| 58   | 13   | 答えはイエス!              | Victori-Yes              | David Kendall | 2013年2月2日   | 289             |

## サウンドトラック

### 主題歌
テーマ曲は主演のジャスティスが歌唱する「メイク・イット・シャイン」 (Make It Shine) で、ダン・シュナイダー（製作総指揮）、バックハウス・マイク、ドクター・ルークによる共作である。
なお、『iCarly』の第93話では同作の主題歌とをマッシュアップした「リーブ・イット・オール・トゥ・シャイン」 (Leave It All to Shine) という曲が登場する。

### アルバム

#### Victorious: Music from the Hit TV Show
2011年8月2日に米国リリース。日本では2012年2月13日に配信版、同年12月5日にCD版がリリースされた。主題歌「メイク・イット・シャイン」や「リーブ・イット・オール・トゥ・シャイン」なども収録されている。

#### Victorious 2.0: More Music from the Hit TV Show
2012年6月5日にリリースされた。日本国内では配信版、CD版共にリリースされていない。
収録曲
| #  | タイトル | 作詞 | 作曲・編曲 | 時間 |
| -- | --- | ---- | ---------- | ---- |
| 1. | 「Make It in America」(ヴィクトリア・ジャスティス)                                                                          |      |            | 3:20 |
| 2. | 「Take a Hint」(ヴィクトリア・ジャスティス & エリザベス・ギリース)                                                          |      |            | 2:37 |
| 3. | 「Shut Up and Dance」 |      |            | 2:57 |
| 4. | 「5 Fingaz to the Face」 |      |            | 1:58 |
| 5. | 「Countdown」(レオン・トーマス3世 & ヴィクトリア・ジャスティス)                                                             |      |            | 3:27 |
| 6. | 「Don't You (Forget About Me)」(ヴィクトリア・ジャスティス、アリアナ・グランデ、レオン・トーマス3世 & エリザベス・ギリース) |      |            | 4:07 |
| 7. | 「I Think You're Swell （iTunes配信版ボーナストラック）」(マット・ベネット)                                                 |      |            | 3:35 |

#### Victorious 3.0: Even More Music from the Hit TV Show
2013年1月6日にリリースされた。日本国内では配信版、CD版共にリリースされていない。
収録曲
| #  | タイトル                                                                              | 作詞 | 作曲・編曲 | 時間 |
| -- | ------------------------------------------------------------------------------------- | ---- | ---------- | ---- |
| 1. | 「Here's 2 Us」(ヴィクトリア・ジャスティス)                                           |      |            | 3:21 |
| 2. | 「L.A. Boyz」(ヴィクトリア・ジャスティス & アリアナ・グランデ)                        |      |            | 2:59 |
| 3. | 「Bad Boys」(ヴィクトリア・ジャスティス)                                              |      |            | 3:17 |
| 4. | 「You Don't Know Me」(エリザベス・ギリース)                                           |      |            | 2:53 |
| 5. | 「Faster than Boyz」(ヴィクトリア・ジャスティス)                                      |      |            | 3:14 |
| 6. | 「Cheer Me Up （ウォルマートZinePak版ボーナストラック）」(ヴィクトリア・ジャスティス) |      |            | 3:15 |
| 7. | 「365 Days （ウォルマートZinePak版ボーナストラック）」(レオン・トーマス3世)           |      |            | 3:32 |

## その他
- 『iCarly』との関連が強く、クロスオーバーエピソード「ロサンゼルスのパーティーへ (iParty with Victorious)」（同作第91〜93話）や『サム&キャット』をはじめ、『iCarly』のあるエピソードの劇中歌が本作に登場したり、本作でサム役のジェネット・マッカーディがゲスト出演し、演劇発表会の観客としてネイサン・クレス（フレディ役）、ジェリー・トレイナー（スペンサー役）がワンカット映る回もある。キャットの口ぐせ「オッケッケー」も『iCarly』の複数の回で登場する。
- 『Rの法則』（水曜の夜は本作の前の時間帯にNHK教育テレビで放送）では、R'sメンバーが英語学習に関して本作主題歌の発音や台詞の翻訳、吹き替えに挑戦する回があった。
- 曜日を変えつつ全話再放送のあった"iCarly"、『サム&キャット』やその後番組とは異なり、『ビクトリアス』はセレクション放送の後、全話の再放送は行われなかった。Eテレでは10代から20代の視聴者から再放送希望のメッセージが寄せられている（「お願い！編集長」では「ごめんなさい」に区分されている）。また、ビデオソフト化も日本国内では行われず、吹き替え音声は聴くことが出来なくなっている。
- 本国の出演者からドラマ制作再開へ期待も伝えられる中、スタジオ"Nickelodeon on Sunset"にあったハリウッド・アーツのセットは2017年12月に取り壊された。ヴィクトリア・ジャスティスはその様子を見届け、感謝とともに惜しむツイートを発している。